# سالاد خیار

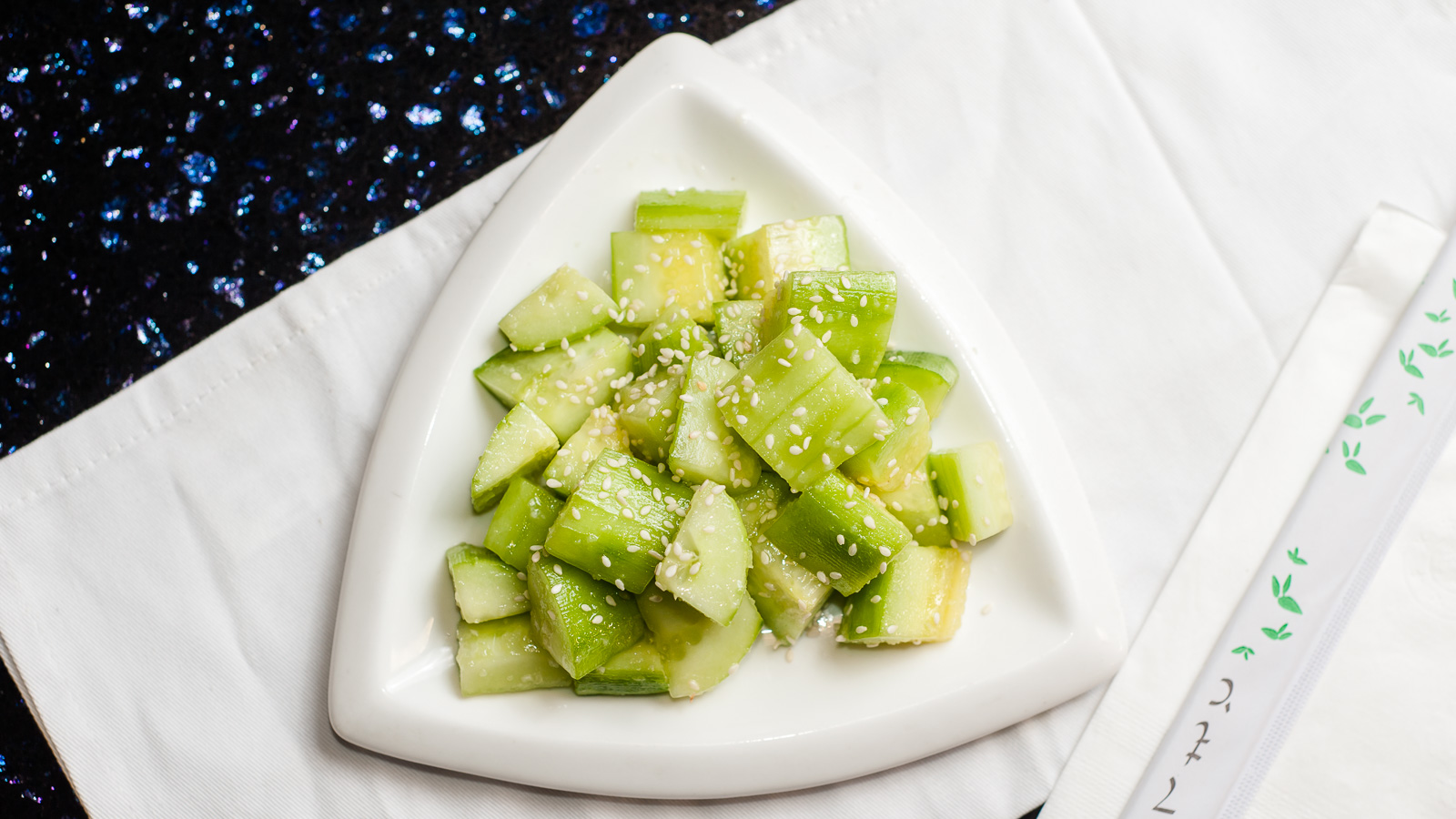
سالاد خیار با دانه کنجد

سالاد خیار یک نوع سالاد است که خیار ماده اصلی آن است.

## انواع
سالاد خیار به صورت پایه از برش‌های نازک خیار با سس سرکه تهیه می‌شود. این سالاد ممکن است شامل چاشنی‌هایی از آشپزی چینی مانند سس سویا و روغن کنجد باشد، یا عناصری از آشپزی تایلندی مانند ادام زمینی، میگو و فلفل چیلی را در بر بگیرد. سرآشپز استرالیایی آدام لیاو در دستور خود برای نسخه ساده کره‌ای، از پرک‌های فلفل قرمز کره‌ای استفاده کرده است. نسخه‌ای از این سالاد در آشپزی آلمانی به نام «گورکن سالات» وجود دارد که ممکن است شامل پیازچه، شوید و خامه ترش باشد.

## در فرهنگ
- ساموئل جانسون در کتاب «سفری به جزایر غربی اسکاتلند»، روایتی از سفرش به اسکاتلند در سال ۱۷۷۳، اظهار داشت که خیار را باید خوب برش داد و با فلفل و سرکه مزه‌دار کرد و سپس دور انداخت، چون به هیچ دردی نمی‌خورد.[۶]
- طبق برخی روایت‌ها از تاریخچه تلفن، برخی از اولین کلمات قابل فهمی که از طریق تلفن ریس شنیده شد عبارت بودند از : Das Pferd frisst keinen Gurkensalat[۷]